# Miriam Cahn
Miriam Cahn (ur. 21 lipca 1949 r. w Bazylei) – szwajcarska malarka, rysowniczka, pisarka.

## Wykształcenie
Cahn studiowała grafikę w Schule für Gestaltung Basel (Allgemeine Gewerbeschule) w Bazylei w latach 1968–1975, pod okiem Armina Hofmanna.

## Twórczość
W latach 70. Cahn związała się ze szwajcarską galerią Stampa skupiającą młode, międzynarodowe środowisko artystów eksperymentujących z nowymi mediami takimi, jak wideo i performance. Od początku swojej twórczości łączyła życie artystyczne z zaangażowaniem politycznym. W roku 1977 po raz pierwszy odwiedziła Warszawę jako delegatka OFRA (szwajcarskiej Organizacji na Recz Kobiet) na Światowym Zgromadzeniu Budowniczych Pokoju. W 1982 roku wycofała swoje prace z prestiżowej wystawy documenta 7, kuratorowanej przez Rudiego Fuchsa. Rok później miała swoją pierwszą instytucjonalną solową wystawę w Kunsthalle w Bazylei, na zaproszenie jej ówczesnego dyrektora Jean-Christophe'a Ammanna. W 1984 roku reprezentowała Szwajcarię na 41. Biennale w Wenecji. W roku 1995 pierwszy raz pokazała swoje prace w Polsce, na wystawie „Gdzie jest brat twój, Abel?” kuratorowanej przez Andę Rottenberg w stołecznej Zachęcie. Międzynarodową rozpoznawalność przyniósł artystce udział w wystawie documenta 14, przygotowanej przez Adama Szymczyka.
Miriam Cahn jest laureatką licznych nagród m.in.: nagrody Käthe Kollwitz (1998), nagrody Meret Oppenheim (2005), a także nagrody miasta Bazylei „Basler Kunstpreis” (2013).

## Kolekcje
Prace Cahn znajdują się w licznych kolekcjach na świecie m.in. MoMA w Nowym Jorku, Tate Modern w Londynie, Muzeum Królowej Zofii w Madrycie, a także Muzeum Sztuki Nowoczesnej w Warszawie.

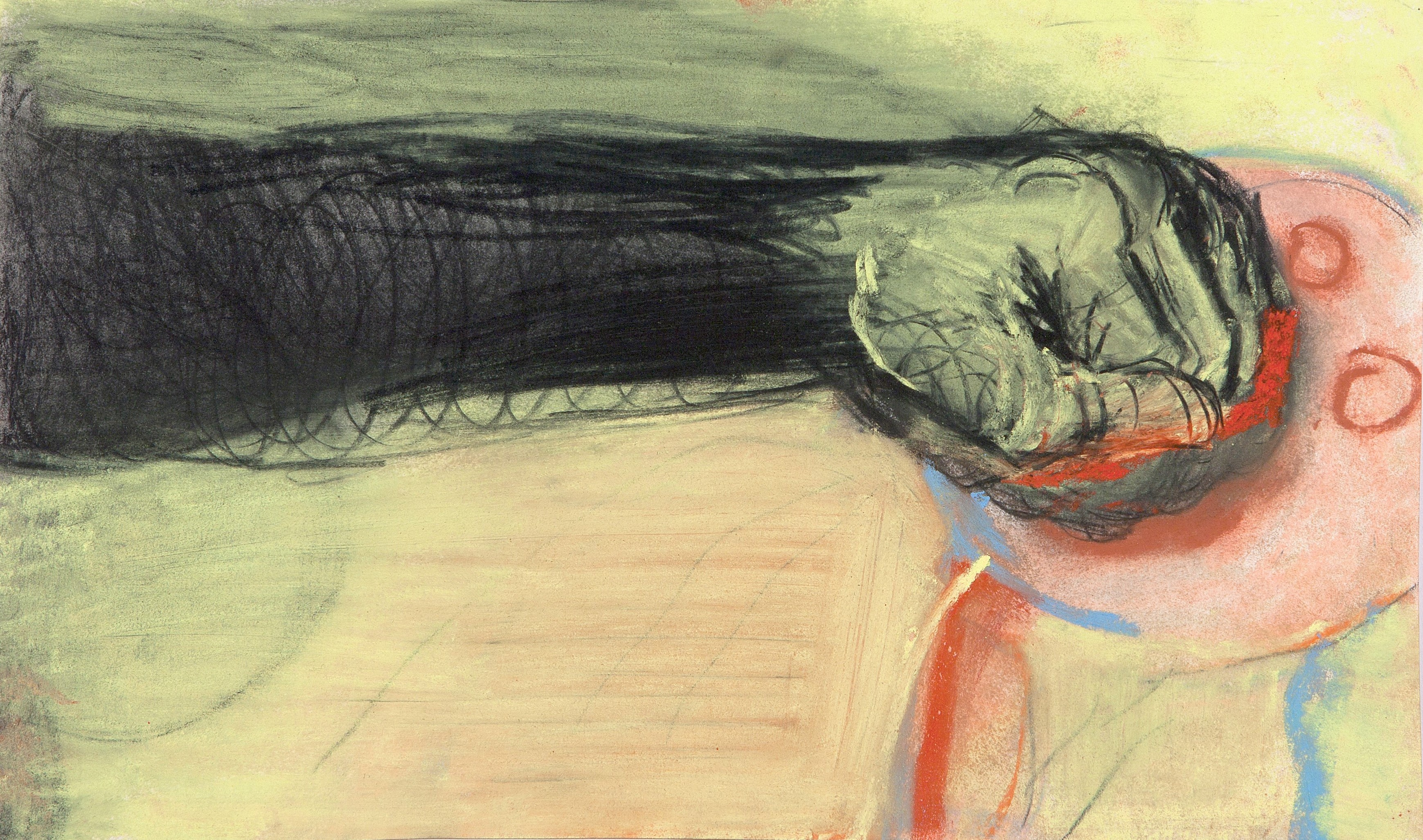
Miriam Cahn, o.T. 10.05.2012, 2012, technika: pastel i węgiel na papierze, 39 × 23 cm. Kolekcja Muzeum Sztuki Nowoczesnej w Warszawie

## Wystawy

### Wybrane wystawy indywidualne
- Sifang Art Museum, Nanjing, 2019
- Miriam Cahn: I As Human, Muzeum Sztuki Nowoczesnej w Warszawie, 2019[3]
- Miriam Cahn: I As Human, Haus der Kunst, Monachium, 2019
- Everything is Equally Important, Museo Nacional Centro de Arte Reina Sofia, Madryt, 2019
- Das genaue Hinschauen, Kunsthaus Bregenz, 2019
- Ich als Mench, Kunstmuseum Bern, 2019
- Devoir-aimer, Galerie Jocelyn Wolff, Paryż, 2017
- Mare nostrum, Meyer Riegger, Berlin, 2016
- Lachen bei gefahr, Badischer Kunstverein, Karlsruhe, 2012
- Museum für Moderne Kunst, Frankfurt am Main, 1992, 1995
- Verwandschaften, Stampa, Basel, 1990
- Lesen in Staub, Gemeentemuseum, Arnhem, 1988
- Lesen in Staub, Haus am Waldsee, Berlin, 1988
- Lesen in Staub  /Weibliche Monate, Kunstverein Hannover, 1988
- Musée Rath, Geneva, 1988
- Centre Culturel Suisse, Paryż, 1987
- Strategische Orte, DAAD, Berlin, 1986
- Strategische Orte, Kunsthalle Baden-Baden, and Kunstmuseum, Bonn, 1985
- Das klassische Lieben, Kunsthalle Basel, 1983
- Stampa, Basel, 1977, 1979, 1981

### Wybrane wystawy zbiorowe
- Documenta 14, Ateny, Grecja and Kassel, Niemcy, 2017[4]
- 21st Sydney Biennal, 2018
- Prière de toucher – Le tactile dans l‘art, Museum Tinguely, Basel, 2016
- Module mai, Palais de Tokyo, Paryż, 2010
- Sammlung Van de Loo, Neue National Glerie Berlin, 2004
- Where Is Abel, Your Brother?, Zachęta – Narodowa Galeria Sztuki, Warszawa, 1995
- From Beyond the Pale, Irish Museum of Modern Art(inne języki), Dublin, 1994
- Centre d'Art Contemporian, Geneva, 1994
- Zur Sache Selbst, Künstlerinnen des 20. Jahrhunderts Museum, Wiesbaden, 1990
- Triennal de Dibuix, Fundació Joan Miró, Barcelona, 1989
- Sydney Biennal, 1986
- Crosscurrents in Swiss Art, Serpentine Gallery, Londyn, 1984
- Documenta, Kassel, Germany, 1982
- Feministische Kunst International, Frauenzimmer, Basel, 1979